# 三千院
三千院（さんぜんいん）是位在日本京都府京都市左京區大原的天台宗寺院。山號「魚山」（ぎょざん）。本尊藥師如來、開基（創立者）為最澄。歷代天台座主輩出，別稱「三千院門跡」、「梶井門」，和青蓮院、妙法院並稱天台宗之三門跡寺院。

## 历史
三千院起源于8世纪，最澄时代在比叡山建立的圆融房，后来移至比叡山东麓的坂本（今大津市坂本），经过多次迁移，最终于1871年（明治4年）迁至现址。寺名“三千院”或“三千院门迹”是自迁至大原后开始使用的，此前被称为“圆融院（圆融房）”、“圆德院”、“梨本门迹”、“梶井宫”、“梶井门迹”等。另一方面，庙内的往生极乐院（旧称极乐院）是源自平安时代末期12世纪的大原阿弥陀堂，1871年（明治4年）梶井门迹的本坊迁至此地后合并到三千院内，三千院和往生极乐院原本是两个独立的寺院。

## 關連項目
- 青蓮院
- 妙法院

## 外部連結
- 三千院（页面存档备份，存于）